# Коцюбинська Оксана Михайлівна
Оксана Михайлівна Коцюбинська, у шлюбі Примакова (28 квітня 1898 , Чернігів  — 1920 , Москва ) — большевицька шпигунка та військова у складі Червоного козацтва. Старша донька класика української літератури Михайла Коцюбинського, перша дружина большевицького військового ватажка Віталія Примакова.

## Життєпис

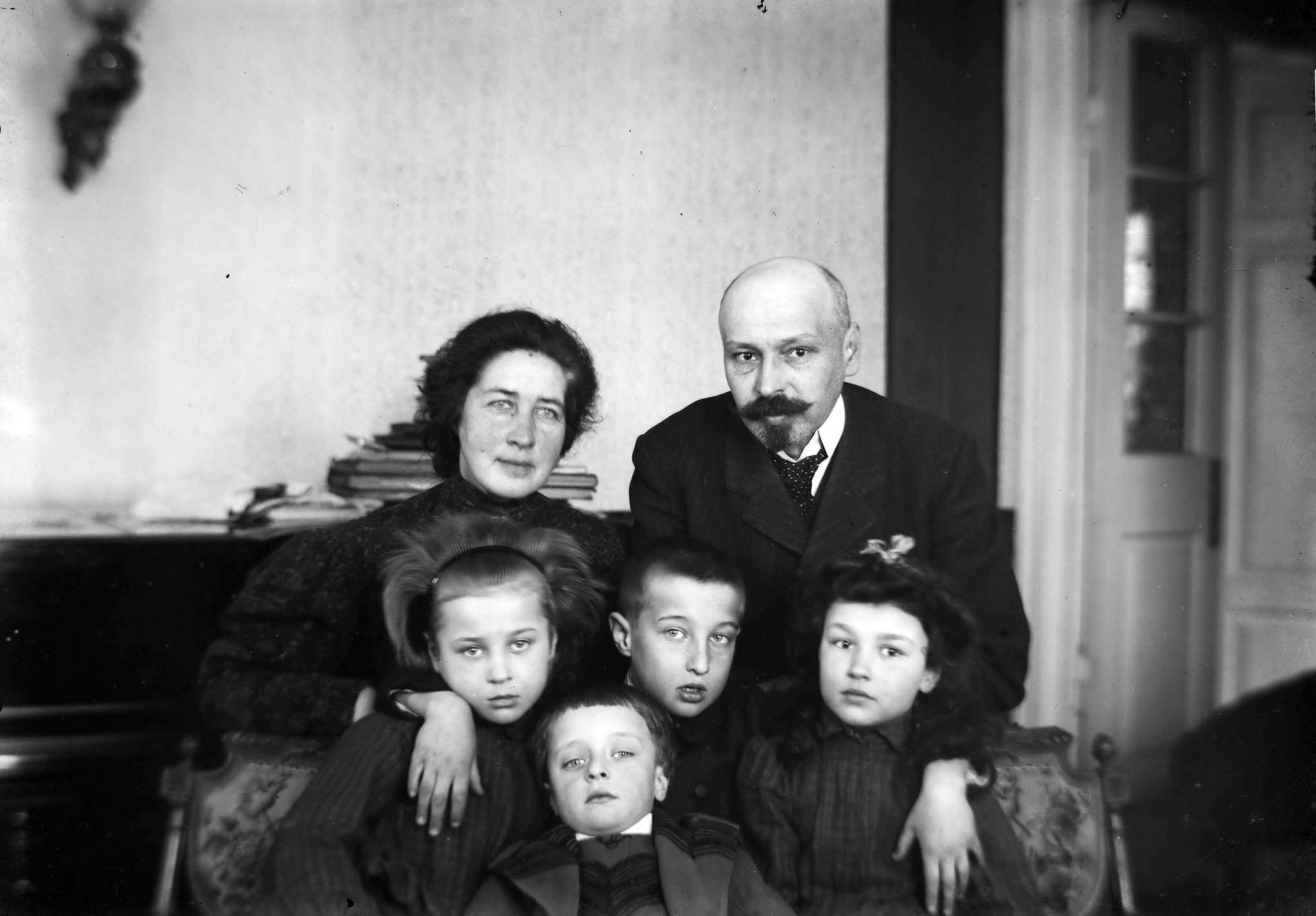
Родина Коцюбинських у 1907 р. Зліва направо: Ірина, Віра, Роман, Юрій, Михайло, Оксана

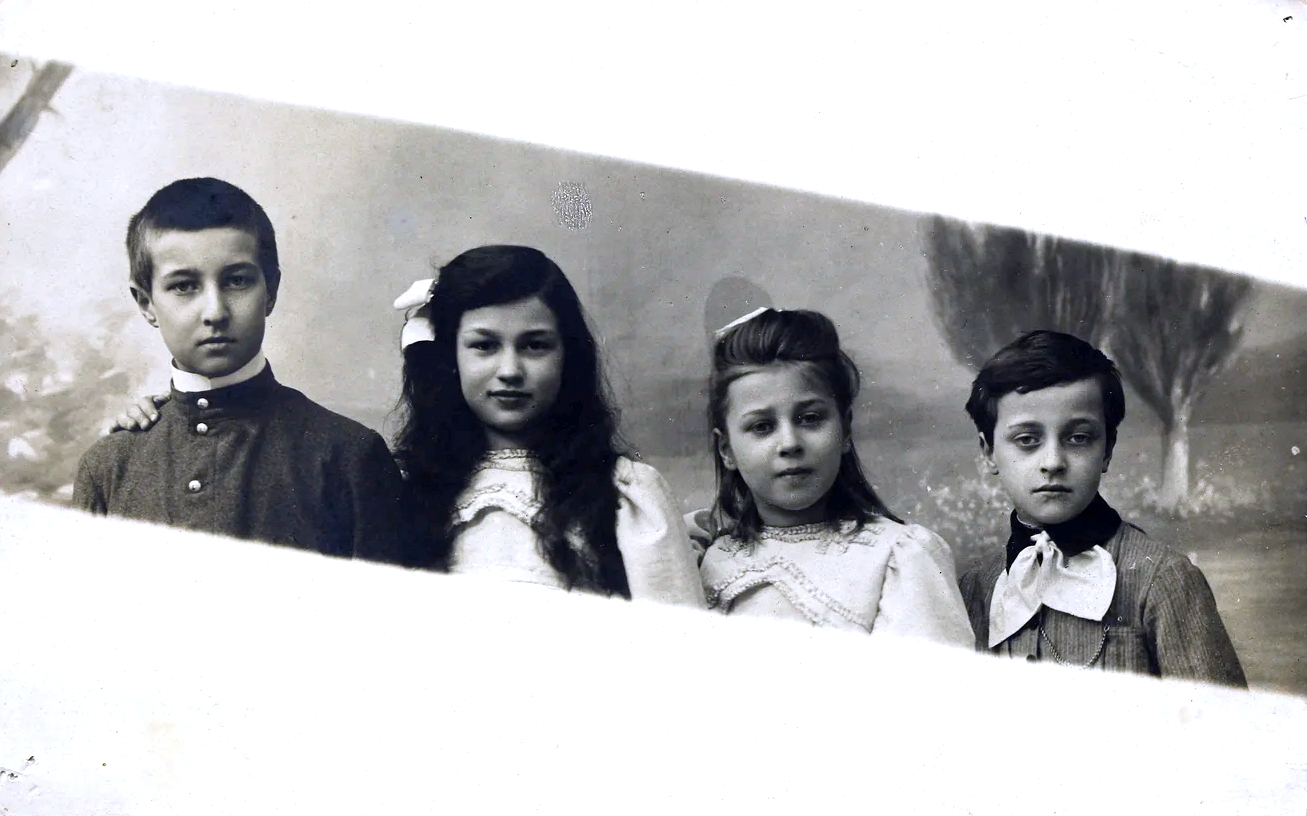
Діти Коцюбинських. Зліва направо: Юрій, Оксана, Ірина, Роман. 1909 р.

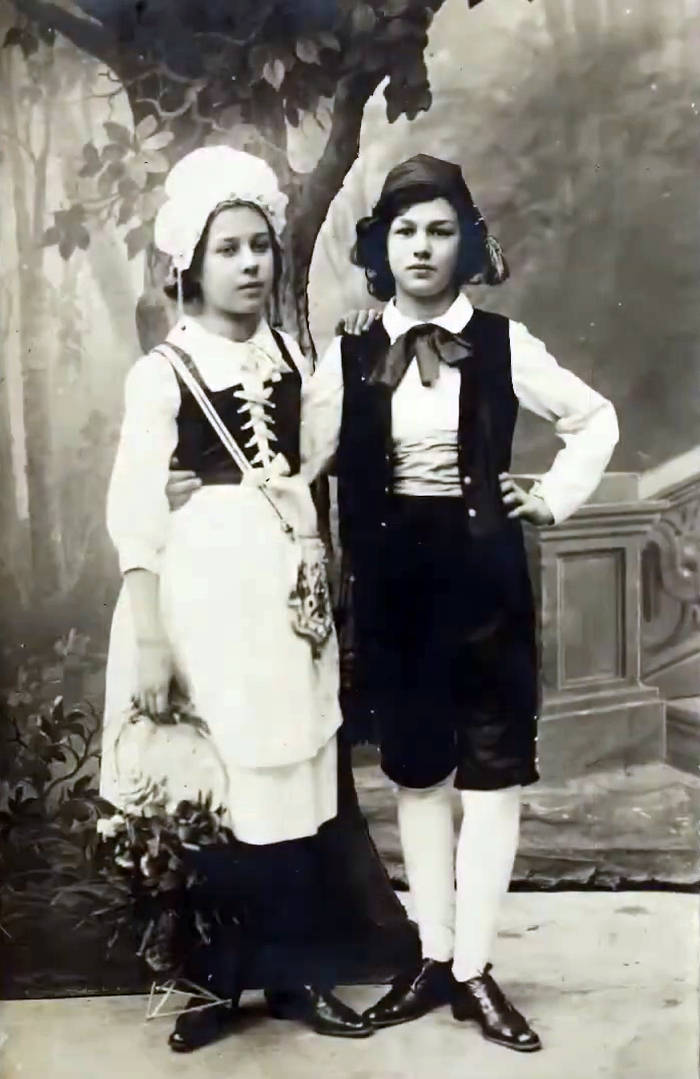
Оксана (праворуч) з сестрою Іриною. Початок 1910-х рр.

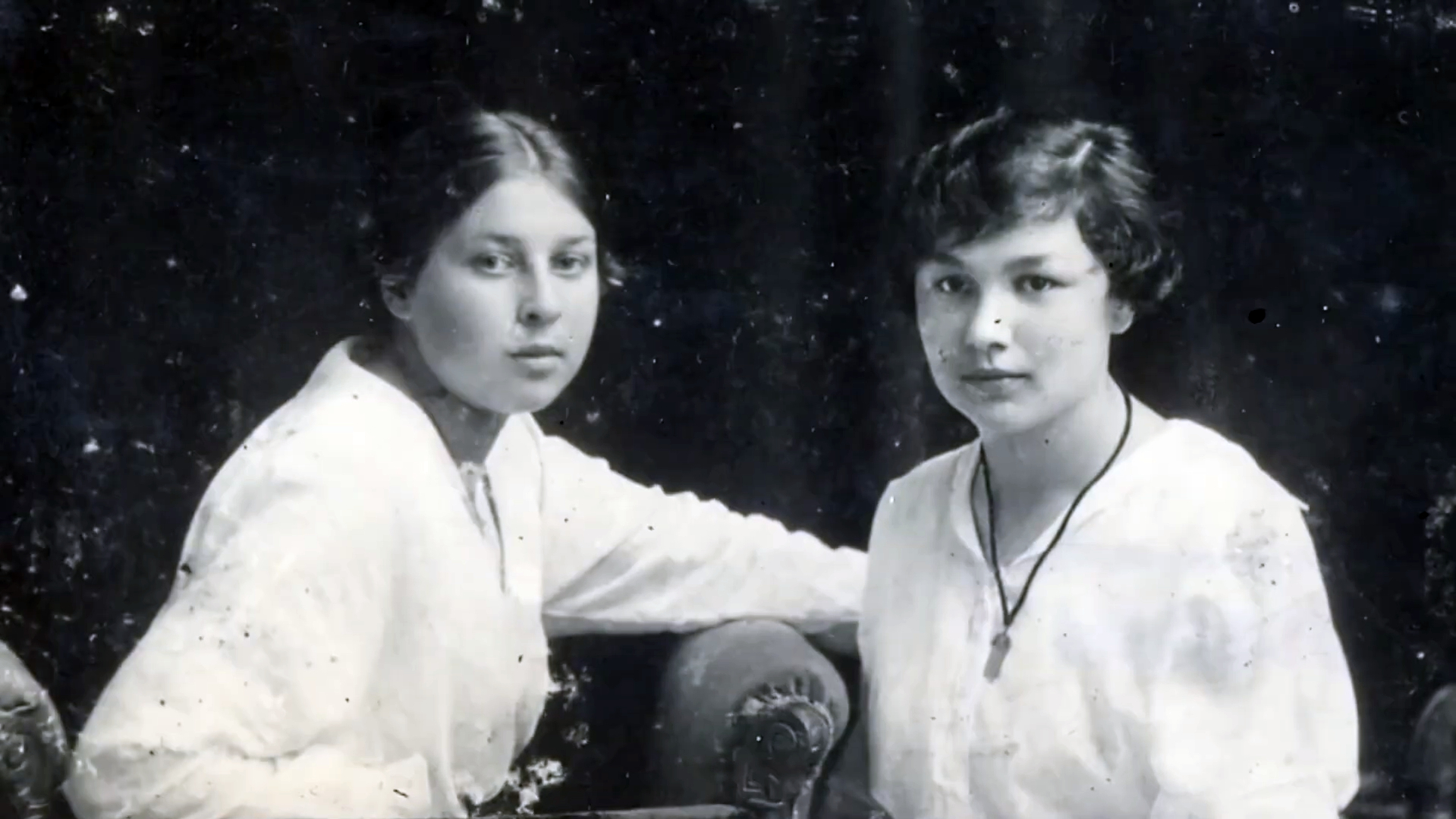
Оксана (праворуч) з сестрою Іриною. Друга половина 1910-х рр.

Належала до українського шляхетського роду Коцюбинських. Її дід за батьковою лінією, Михайло Матвійович, працював дрібним службовцем. Бабуся, Гликерія Максимівна (пом. 1917), походила з молдавського шляхетського роду Абаза.
Народилася 1898 року в Чернігові у родині українського письменника Михайла Коцюбинського та Віри Коцюбинської (1863—1921). Мати (до шлюбу Дейша) замолоду була пов'язана з російськими революціонерами, за це на неї наклали суворий домашній арешт. Після народження чотирьох дітей Віра відійшла від революційної діяльності й присвятила себе родині. Вона походила з дворян, по материній лінії з роду Гортинських. Бабуся за лінією матері, Юлія Степанівна Дейша, по смерті чоловіка переїхала до Чернігова, працювала начальницею Чернігівського єпархіального училища й самотужки виховувала трьох дітей. Брат бабусі — знаний чернігівський лікар Василь Степанович Гортинський.
Оксана в дитинстві була активна й безпосередня, добре почувалася серед друзів-хлопців, особливо близько товаришувала зі своїм старшим братом Юрієм та його близьким другом Віталієм Примаковим, стріляла з лука й чудово трималася на коні. Інколи отримувала нагадування від матері про необхідність поводитися більш відповідно до норм поведінки своєї статі. Добре грала на роялі, часто виконувала Шопена. Про неї казали, що вона має письменницький талант батька.
Навчалася у Чернігівській жіночій міністерській гімназії. У часи навчання захоплено писала про поезію Тютчева, милувалася образом Анни Кареніної, героями Золя і Бальзака, писала листи Горькому та зовсім не цікавилася творчістю українських письменників, включно з тими, кого знала особисто. Дорослішаючи, почала потайки читати те, що читали її старший брат Юрій та Віталій Примаков: Добролюбова, Герцена, Бєлінського, Войнич.
До неї залицявся Павло Тичина, що познайомився з нею на творчих суботніх зустрічах у будинку її батька. Ймовірно, саме їй присвячено вірш «Десь на дні мого серця заплела дивну казку любов». Проте Оксана не відповіла взаємністю.
1916 року вона закінчила навчання у гімназії та поїхала до Москви навчатися у ліберальному приватному університеті Шанявського. Наприкінці 1916 року їздила до Петербурга у гості до Максима Горького.
Оксана потайки захоплювалася тими ж революційними ідеями, що і її брат Юрій, тому також приєдналася до большевиків улітку 1917 р. З початком Української революції, за завданням своєї партії, пішла на роботу до Української Центральної Ради. Там вона шпигувала для більшовиків, передаючи їм секретні дані. Про це з обуренням писала громадська діячка Софія Русова.
Згодом працювала у редакції червоноармійської пропагандистської газети «К оружию!» Першої української совєцької армії, якою командував Антонов-Овсієнко. Була політруком.
У 1918 році Оксана Коцюбинська була зв'язковою між червоним козацтвом та повстанським комітетом.
Оксана вступила в шлюб з більшовицьким військовим ватажком, одним з організаторів Червоного козацтва Віталієм Примаковим, своїм давнім другом дитинства.
Померла у Москві у 1920 році. За різними версіями смерть настала внаслідок пологів або у процесі вагітності, або через отруєння шинкою чи ковбасою.